# Mauricio Isais
Mauricio André Isais (Brownwood, 9 aprile 2001) è un calciatore messicano, difensore del León.

## Carriera
Nato negli Stati Uniti, è cresciuto nel settore giovanile del Monarcas Morelia. Nel 2017 si trasferisce al Pachuca, quindi nel 2019 al León. Il 26 gennaio 2020 ha esordito fra i professionisti con la maglia del León, disputando l'incontro di Liga MX vinto per 3-0 contro il Pachuca. L'anno successivo ha fatto ritorno al Pachuca. Il 28 ottobre 2022 ha realizzato la sua prima rete in campionato, in occasione dell'incontro vinto per 1-5 contro il Toluca.

## Statistiche

### Presenze e reti nei club
Statistiche aggiornate all'11 dicembre 2022.
| Stagione        | Squadra         | Campionato      | Campionato | Campionato | Coppe nazionali | Coppe nazionali | Coppe nazionali | Coppe continentali | Coppe continentali | Coppe continentali | Altre coppe | Altre coppe | Altre coppe | Totale | Totale |
| Stagione        | Squadra         | Comp            | Pres       | Reti       | Comp            | Pres            | Reti            | Comp               | Pres               | Reti               | Comp        | Pres        | Reti        | Pres   | Reti   |
| --------------- | --------------- | --------------- | ---------- | ---------- | --------------- | --------------- | --------------- | ------------------ | ------------------ | ------------------ | ----------- | ----------- | ----------- | ------ | ------ |
| 2019-2020       | León            | LM              | 2          | 0          | CM              | -               | -               |                    | -                  | -                  |             | -           | -           | 2      | 0      |
| 2021-2022       | Pachuca         | LM              | 1          | 0          |                 | -               | -               |                    | -                  | -                  |             | -           | -           | 1      | 0      |
| 2022-2023       | Pachuca         | LM              | 22         | 1          |                 | -               | -               |                    | -                  | -                  |             | -           | -           | 22     | 1      |
| Totale Pachuca  | Totale Pachuca  | Totale Pachuca  | 23         | 1          |                 | -               | -               |                    | -                  | -                  |             | -           | -           | 23     | 1      |
| Totale carriera | Totale carriera | Totale carriera | 25         | 1          |                 | -               | -               |                    | -                  | -                  |             | -           | -           | 25     | 1      |